# Диль, Ричард
Ричард Диль (англ. Richard A. Diehl; род. 1940, Бетлехем, Пенсильвания, США) — американский археолог, антрополог.
Известен как исследователь доколумбовых культур Мезоамерики. Внёс особенно большой вклад в изучение ольмекской цивилизации, которая существовала на побережье Мексиканского залива в формационный (доклассический) период и в значительной мере повлияла на более поздние культуры, существовавшие в том же регионе.